# Partito Comunista di Germania (1990)
Il Partito Comunista di Germania (in tedesco Kommunistische Partei Deutschlands, KPD) è un partito politico marxista-leninista tedesco fondato nel 1990.

## Storia
Il 31 gennaio 1990 alcuni militanti del Partito Socialista Unificato di Germania (SED) fondarono a Berlino Est, nella Germania Est, un nuovo partito comunista di Germania, richiamandosi allo storico Partito Comunista di Germania esistito dal 1918 al 1956, che si richiama al marxismo-leninismo. La fondazione del KPD venne consentita quando la Germania Est era ancora esistente. Detto partito, a causa del trattato sulla riunificazione della Germania, non è stato incluso nel divieto di ricostituzione del Partito Comunista di Germania sancito in Germania Ovest dalla Corte Costituzionale Federale tedesca di Karlsruhe il 17 agosto 1956, e quindi gli è stato consentito di partecipare a tutte le elezioni tedesche.
Il KPD pubblica un mensile Die Rote Fahne, con una tiratura stimata in circa 2 000 copie, e la sua organizzazione giovanile è la KJVD (Lega della Gioventù Comunista di Germania) ricostituita a Berlino il 27 aprile 2002.
Il presidente del partito è Torsten Schowitz.
Secondo un calcolo approssimativo, appartengono al KPD circa 300 membri.
Nel 2005, conflitti interni al partito hanno portato nel KPD alla scissione di un gruppo che ha formato un KPD (B).